# Argina crotolariae
Argina crotolariae là một loài bướm đêm thuộc phân họ Arctiinae, họ Erebidae.